# Centrum Chrześcijańskie „Nowa Fala”
Centrum Chrześcijańskie „Nowa Fala” – Kościół ewangelikalny, zarejestrowany na liście Kościołów i związków wyznaniowych MSWiA 22 sierpnia 1996 roku pod nazwą „Kościół chrześcijański «Nowe Przymierze»”. Do września 2004 r. spotkania wspólnoty odbywały się w różnych miejscach Gdyni, później zaś wydzierżawiono budynek po dawnym kinie garnizonowym „Fala”, co stało się podstawą dla nowej nazwy Kościoła. Zrzeszony był w polskim Aliansie Ewangelicznym. Zaprzestał publicznej działalności we wrześniu 2019.

## Geneza i struktura wspólnoty
„Nowa Fala” jest jednym z ośrodków religijnych powstałych na bazie duchowości ruchu oazowego lat 80. oraz ruchu Odnowy Charyzmatycznej, do zaangażowania w który przyznają się liderzy Kościoła, zwłaszcza para małżeńska służących w nim pastorów, Adam i Katarzyna Sawiccy, aktualnie rodzice piątki dzieci. Obok pastorów w Kościele działają koordynatorzy różnych „służb” (porządkowa, dzieci, obsługa kawiarni) i grup artystycznych (muzycznej i tanecznej) oraz pracownik biura. Wszyscy członkowie mogą angażować się w pracę charytatywną prowadzoną przez Centrum.

## Działalność
W okresie 1996–2004 Kościół zajmował się działalnością taką jak aukcje w Gdyńskim Centrum Organizacji Pozarządowych na rzecz dzieci z domu dziecka, czy koncert kolęd w Domu Towarowym „Batory”. Przez okres 2 lat w każdą sobotę organizowano posiłki dla ludzi bezdomnych na dworcu PKP w Gdyni. Obecnie Kościół obejmuje swą opieką głównie rodziny wielodzietne z dzielnicy Grabówek, gdzie ma swoją siedzibę – sąsiadującej z terenami Stoczni Gdynia. Deklarują stałą pomoc dla około 70 rodzin (3–10 dzieci): zaopatrywanie w odzież, żywność, przybory szkolne; cykliczne spotkania tematyczne z psychologiem i pedagogiem dla rodziców. Organizując imprezy typu Choinka (ok. 300 uczestników), festyny (do 1000 os.) czy kolonie letnie, współpracują z Miejskim Ośrodkiem Pomocy Społecznej w Gdyni i Teatrem Muzycznym im. Danuty Baduszkowej.

## Identyfikacja religijna
Pastor Adam Sawicki identyfikuje założony przez siebie zbór jako część chrześcijaństwa ewangeliczno–charyzmatyczno–uwielbiającego. Określenie „protestantyzm” jest im raczej obce, choć zgadzają się z podstawowymi jego zasadami.
Czerpią z nurtu neopentekostalnego poprzez przyjmowanie zasad „ruchu wiary” (podkreślanie faktu osobistej odpowiedzialności wierzącego za działanie Boga w jego życiu lub jego brak), jednak – zgodnie z deklaracją pastora – odeszli od jego mocnej postaci, firmowanej przez postać Kennetha E. Hagina.

## Praktyki religijne i „uwielbieniowe”
Obchodzone święta to: Boże Narodzenie, Zmartwychwstanie oraz Wszystkich Świętych (zaniechano nazw „Wielkanoc” czy „Święto Zmarłych” jako mylących). Sakramentu chrztu udziela się ludziom zdolnym do świadomego nawrócenia, a za takie uważa się dzieci od ok. 6–7 roku życia. Obok tego uznaje się chrzest w Duchu Świętym za ważne wydarzenie w życiu chrześcijanina. Przy Centrum działa zespół muzyczny wydający własne płyty i śpiewniki, planowane jest otwarcie szkoły muzycznej pierwszego stopnia.

## Podsumowanie
Centrum Chrześcijańskie „Nowa Fala” ogniskuje swoją działalność wokół pracy charytatywnej na rzecz miejscowej społeczności oraz twórczego uwielbienia zbawczej w swym przekonaniu osoby Jezusa Chrystusa poprzez muzykę, śpiew i taniec. Doktrynalną podstawą dla wspólnoty są z jednej strony protestancka wiara w Biblię jako normatywne słowo Boże, antyrytualizm i kongregacjonalizm (niechęć przed zrzeszaniem się w większe wspólnoty, skupienie na lokalnym wymiarze ewangelizacji), oraz nacisk na współdziałanie z łaską Bożą na drodze wiary. Drugie istotne źródło stanowi ruch charyzmatyczny – podkreślanie aktywnej roli Ducha Świętego i jego darów w życiu chrześcijanina, połączone z ekstatyczną formą rytuału przybierającą kształt „uwielbienia”. Chodzi przy tym o wersję neopentekostalną tego ruchu, kładącą nacisk na konkretną moc nawrócenia jednostki, wyznania przez nią wiary i ufności w ich wpływ na jego powodzenie materialne.